# (8315) Bajin
(8315) Bajin es un asteroide perteneciente al cinturón de asteroides, descubierto el 25 de noviembre de 1997 por el equipo del Beijing Schmidt CCD Asteroid Program desde la Estación Xinglong, Hebei, China.

## Designación y nombre
Designado provisionalmente como 1997 WA22. Fue nombrado en honor de Ba Jin (1904-2005), presidente de la Asociación de Escritores Chinos. Es uno de los escritores chinos más influyentes del Movimiento del Cuatro de Mayo, un eminente maestro de la literatura china del siglo XX y un destacado traductor, editor y editor. Sus obras están ampliamente difundidas por todo el mundo.

## Características orbitales
Bajin está situado a una distancia media del Sol de 2,214 ua, pudiendo alejarse hasta 2,594 ua y acercarse hasta 1,834 ua. Su excentricidad es 0,172 y la inclinación orbital 7,885 grados. Emplea 1203,37 días en completar una órbita alrededor del Sol.

## Características físicas
La magnitud absoluta de Bajin es 14,82. Tiene 6,087 km de diámetro y su albedo se estima en 0,037.